# Baia dei Porci
La baia dei Porci (in spagnolo bahía de Cochinos) è un'insenatura del golfo di Cazones, sulla costa sud-occidentale dell'isola di Cuba. Dal punto di vista amministrativo, faceva parte dal 1910 della provincia di Santa Clara e dal 1961 della provincia di Villa Clara; dal 1976, con la riorganizzazione delle province di Cuba, appartiene alla provincia di Matanzas.

## Etimologia
I "Porci" che danno il nome alla baia non sono i comuni maiali, bensì i pesci della specie Sufflamen verres (appartenenti alla famiglia dei Balistidae), presenti nelle acque circostanti e comunemente chiamati cochinos, che in spagnolo è un termine usato anche come sinonimo di "maiale".

## Geografia
La baia è situata a circa 30 chilometri a sud di Jagüey Grande, a 70 chilometri ad ovest di Cienfuegos e a 150 chilometri a sud-est della capitale L'Avana. Sul versante occidentale della baia si trovano le barriere coralline, che delimitano la palude di Zapata, nella penisola di Zapata, mentre su quello orientale si sviluppano le spiagge con mangrovie e zone paludose nella parte interna. A nord della baia sorge il villaggio di Buena Ventura, nei pressi di Playa Larga; a 35 chilometri di distanza, in direzione sud-est, si trova Playa Girón, nel villaggio di Girón.

## Storia
Playa Girón e Playa Larga furono, nell'aprile del 1961, i luoghi di attracco del cosiddetto sbarco nella baia dei Porci, un'operazione militare statunitense per rovesciare il governo di Fidel Castro, che si concluse con un fallimento.